# 제1차 아베 신조 내각
제1차 아베 신조 내각(일본어: 第1次安倍晋三内閣)은 중의원 의원·자유민주당 총재·내각관방장관 아베 신조가 제90대 내각총리대신으로 임명되어, 2006년 9월 26일부터 2007년 8월 27일까지 존재한 일본의 내각이다.

## 개요
제1차 아베 신조 내각은 자유민주당과 공명당의 연립 내각이다. 발족 당시에는 중의원과 참의원 모두 공명당과 연립을 통해 과반수를 차지하고 있었지만, 2007년 7월 29일의 제21회 일본 참의원 의원 통상선거에서 과반수가 무너지면서 소수 야당 정권으로 전락했다. 다만 중의원에서는 이전 선거의 덕으로 3분의 2 이상이라는 절대 안정 다수를 지속하였다.

## 조각·명명
아베 총리는 내각의 이름을 ‘아름다운 나라를 만드는 내각’(美しい国づくり内閣)으로 정하고, 고이즈미 준이치로 전 총리의 구조개혁 정책을 가속·강화하는 방침을 표명했다. 경제계에서는 대체로 긍정적인 평가를 얻었지만, 언론에서는 2006년의 자유민주당 총재 선거에서 아베를 지지한 의원들을 우대한 ‘논공행상 내각’이라고 평했다. 아베 총리는 이에 대해 “결과를 보여줄 수 있는 사람을 택했다”고 답했다.

### 주요 슬로건 및 표어
- 아름다운 나라를 만드는 내각(美しい国づくり内閣)
- 만들고 싶은 일본이 있다. 아름다운 나라, 일본.(創りあげたい日本がある。 美しい国、日本。)
- 지역에 활력. 성장에 활력, 생활로 전해지는 개혁.(地域に活力。成長で活力。 暮らしに届く改革。)
- 성장을 실감하게! 개혁을 관철해 아름다운 나라로.(成長を実感に！ 改革を貫き、美しい国へ。)
- 전후 레짐으로부터의 탈각(戦後レジームからの脱却)
- 개혁실행력(改革実行力)

## 각료 명단
내각부 특명담당대신에 대해서는 그 담당을 괄호 내에 기술하였다. 내각부 이외의 다른 성청(내각관방 포함)의 특명사항을 담당하는 국무대신의 직무는 꺾은 괄호(〈〉)내에 기술하였다.
| 내각총리대신                                                                                             | 내각총리대신                                                                                             | 아베 신조                                                |
| | 내각총리대신 보좌관 (국가안전보장문제 담당)                                                              | 고이케 유리코 ( ~ 2007년 7월 4일)                        |
| 내각총리대신 보좌관 (경제재정 담당)                                                                      | 네모토 다쿠미                                                                                            |                                                          |
| 내각총리대신 보좌관 (북조선에 의한 납치문제 담당)                                                        | 나카야마 교코                                                                                            |                                                          |
| 내각총리대신 보좌관 (교육재생 담당)                                                                      | 야마타니 에리코(참)                                                                                      |                                                          |
| 내각총리대신 보좌관 (홍보 담당)                                                                          | 세코 히로시게(참)                                                                                        |                                                          |
| 총무대신 내각부 특명담당대신 (지방분권 개혁 담당) 〈우정민영화 담당〉                                    | 총무대신 내각부 특명담당대신 (지방분권 개혁 담당) 〈우정민영화 담당〉                                    | 스가 요시히데                                            |
| 법무대신                                                                                                 | 법무대신                                                                                                 | 나가세 진엔                                              |
| 외무대신                                                                                                 | 외무대신                                                                                                 | 아소 다로                                                |
| 재무대신                                                                                                 | 재무대신                                                                                                 | 오미 고지                                                |
| 문부과학대신 국립국회도서관 연락조정위원회 위원                                                          | 문부과학대신 국립국회도서관 연락조정위원회 위원                                                          | 이부키 분메이                                            |
| 후생노동대신                                                                                             | 후생노동대신                                                                                             | 야나기사와 하쿠오                                        |
| 농림수산대신                                                                                             | 농림수산대신                                                                                             | 마쓰오카 도시카쓰 ( ~ 2007년 5월 28일)                   |
| 농림수산대신                                                                                             | 농림수산대신                                                                                             | 아카기 노리히코 (2007년 6월 1일 ~ 8월 1일)               |
| 농림수산대신                                                                                             | 농림수산대신                                                                                             | 와카바야시 마사토시 (환경대신이 겸임, 2007년 8월 1일 ~ ) |
| 경제산업대신                                                                                             | 경제산업대신                                                                                             | 아마리 아키라                                            |
| 국토교통대신 〈관광입국 담당〉                                                                           | 국토교통대신 〈관광입국 담당〉                                                                           | 후유시바 데쓰조                                          |
| 환경대신 〈지구환경문제 담당〉                                                                           | 환경대신 〈지구환경문제 담당〉                                                                           | 와카바야시 마사토시(참)                                  |
| 방위대신                                                                                                 | 방위대신                                                                                                 | 규마 후미오 ( ~ 2007년 7월 3일)                          |
| 방위대신                                                                                                 | 방위대신                                                                                                 | 고이케 유리코 (2007년 7월 4일 ~ )                        |
| 내각관방장관 〈납치문제 담당〉                                                                           | 내각관방장관 〈납치문제 담당〉                                                                           | 시오자키 야스히사                                        |
| | 내각관방 부장관                                                                                          | 시모무라 하쿠분                                          |
| 내각관방 부장관                                                                                          | 스즈키 세이지(참)                                                                                        |                                                          |
| 내각관방 부장관                                                                                          | 마토바 준조                                                                                              |                                                          |
| 내각위기관리감                                                                                           | 노다 다케시                                                                                              |                                                          |
| 내각법제국 장관                                                                                          | 미야자키 레이이치                                                                                        |                                                          |
| 국가공안위원회 위원장 내각부 특명담당대신 (방재담당)                                                     | 국가공안위원회 위원장 내각부 특명담당대신 (방재담당)                                                     | 미조테 겐세이(참)                                        |
| 내각부 특명담당대신 (오키나와 및 북방대책, 과학기술정책, 이노베이션, 저출산·남녀공동참여, 식품안전 담당) | 내각부 특명담당대신 (오키나와 및 북방대책, 과학기술정책, 이노베이션, 저출산·남녀공동참여, 식품안전 담당) | 다카이치 사나에                                          |
| 내각부 특명담당대신 (금융담당) 〈재도전 담당〉                                                           | 내각부 특명담당대신 (금융담당) 〈재도전 담당〉                                                           | 야마모토 유지                                            |
| 내각부 특명담당대신 (경제재정정책 담당)                                                                  | 내각부 특명담당대신 (경제재정정책 담당)                                                                  | 오타 히로코                                              |
| 내각부 특명담당대신 (규제개혁 담당) 〈국가·지방행정개혁, 공무원제도개혁, 지역활성화, 도주제 담당〉       | 내각부 특명담당대신 (규제개혁 담당) 〈국가·지방행정개혁, 공무원제도개혁, 지역활성화, 도주제 담당〉       | 사다 겐이치로 ( ~ 2006년 12월 28일)                      |
| 내각부 특명담당대신 (규제개혁 담당) 〈국가·지방행정개혁, 공무원제도개혁, 지역활성화, 도주제 담당〉       | 내각부 특명담당대신 (규제개혁 담당) 〈국가·지방행정개혁, 공무원제도개혁, 지역활성화, 도주제 담당〉       | 와타나베 요시미 (2006년 12월 28일 ~ )                    |

※내각총리대신 임시대리 취임 예정 순위 - 제1순위 시오자키 야스히사, 제2순위 아소 다로, 제3순위 야나기사와 하쿠오, 제4순위 규마 후미오, 제5순위 오미 고지
※스가 총무대신의 내각부 특명담당대신(지방분권개혁 담당)직은 2006년 12월 15일에 발령.
※방위대신직은 2007년 1월 9일에 설치, 발령되었다. 구 직명은 방위청 장관.

## 같이 보기
- 일본의 역대 내각
- 아베 신조